# Soós Katalin
Soós Katalin (Budapest, 1965 –) szín- és stílustanácsadó, oktató, a Kívül-Belül Vonzó Stílusakadémia megalapítója.
A Magyar Divatintézetben tanulta meg a szakma alapjait 2000-ben. Magyarországon az elsők között kezdte el a stílustanácsadói szakmát. Időről időre tv és rádió műsorokban beszél a kulturált öltözködésről, illetve a nyomtatott és digitális sajtóban jelennek meg öltözködéssel kapcsolatos cikkek a közreműködésével.
Elsősorban hölgyeknek ad személyes stílustanácsadást, de kisebb közösségeknek workshopokat, illetve cégeknek is tart előadásokat a kulturált megjelenésről. Hitvallása és missziója a minőségi, önmagunkhoz méltó külső megteremtése, valamint a stílusos, magabiztos megjelenés kialakításának elősegítése.
2017-ben létrehozta a Kívül-Belül Vonzó Stílusakadémiát, ahol professzionális szín- és stílustanácsadó képzéseket vezet. A Magyar stílustanácsadók szövetségének tagja.
Érden él, és ott is van a stílustanácsadó stúdiója.